# The Dictionary of Obscure Sorrows
The Dictionary of Obscure Sorrows (с англ. — «Словарь непонятных печалей») — проект графического дизайнера и режиссёра Джона Кёнига по созданию английских слов, целью которого является создание и определение неологизмов для эмоций, ещё не описанных в языке. Изначально проект представлял собой микроблог на площадке Tumblr, однако вскоре автором был запущен канал на YouTube, на котором Кёниг еженедельно пополнял свой словарь новыми терминами. В 2021 году словарь был издан в виде книги.

## Что означает
Основанные на собственных исследованиях Кёнига по лингвистике, с корнями и суффиксами, взятыми из латинских, германских и древнегреческих источников в подражание существующим английским терминам. Веб-сайт включает словесные записи в стиле обычного словаря, а канал на YouTube выбирает некоторые из этих слов и пытается более подробно выразить их значение в форме видеоэссе. Книга берёт начало из обоих источников, поэтому в ней есть как записи в стиле словаря, так и несколько более длинных эссе о конкретных словах.
Термины Кёнига часто основаны на том, что описывалось как «чувства экзистенциализма» и призваны «заполнить пробел в языке», часто из-за вклада читателей с определёнными эмоциями. Некоторые видео включают большое количество фотографий, например, видео для Vemödalen, которое использует «почти изнуряющее — но бесшовное — слияние 465 похожих фотографий от разных фотографов». Другие видео более личные, например Avenoir, которое включает «коллаж из его собственных домашних фильмов, чтобы собрать воедино исследование линейности жизни».

## История
Словарь впервые был задуман в 2006 году, когда Кёниг учился в колледже Макалестера в штате Миннесота и пытался писать стихи. «Словарь неясных печалей» был идеей, пришедшей ему в голову, которая содержала бы все слова, необходимые для его поэзии, включая эмоции, которые никогда не были лингвистически описаны.